# Estádio Nacional 12 de Julho
O Estádio Nacional 12 de Julho, anteriormente denominado Estádio Sarmento Rodrigues, é um estádio multiuso localizado em São Tomé, capital de São Tomé e Príncipe, inaugurado em 1950. É o maior estádio do país em capacidade de público e é oficialmente a casa onde a Seleção São-Tomense de Futebol manda suas partidas amistosas e oficiais. Além disso, o Andorinha, o Praia Cruz e o Agrosport, clubes da capital, também mandam seus jogos por competições nacionais e continentais no estádio, que tem capacidade máxima para 6 500 espectadores.